# ممفیس بل (هواگرد)
ممفیس بل (به انگلیسی: Memphis Belle (aircraft)) یک هواپیمای ساختِ بوئینگ است که در جنگ جهانی دوم مورد استفاده قرار می‌گرفت.